# Định lý Morley về góc chia ba

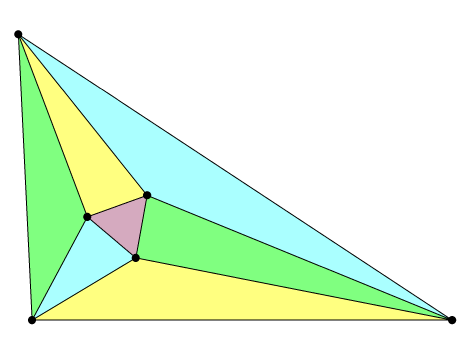
Định lý Morley

Trong hình học phẳng, định lý Morley về góc chia ba được phát biểu như sau: Các giao điểm của các đường phân ba góc kề nhau lập thành một tam giác đều, gọi là tam giác Morley. Định lý được tìm ra năm 1899 bởi nhà toán học người Mỹ gốc Anh Frank Morley.
Định lý Morley thu hút được sự quan tâm của nghiều người nghiên cứu hình học tam giác không chỉ bởi vẻ đẹp kì lạ của nó mà còn vì tam giác Morley không thể dựng được chỉ bằng thước thẳng và compa.

## Chứng minh
Có rất nhiều chứng minh cho định lý Morley với các kỹ thuật khác nhau. Các chứng minh trước đây dựa trên các biến đổi lượng giác. Chứng minh hình học đầu tiên được đưa ra bởi M. T. Naraniengar năm 1909. Gần đây hơn Alain Connes đưa ra một chứng minh bằng đại số và mở rộng nó với lý thuyết trường, còn John Conway đưa ra một chứng minh bằng hình học sơ cấp.. Định lý Morley không còn đúng trong hình học trên mặt cầu và hình học trên mặt hy-péc-bôn.

Fig 1. Elementary proof of Morley's trisector theorem

Sau đây là một chứng minh sử dụng lượng giác
sin 3θ ≡ 4 sin θ sin(60°+θ) sin(120°+θ).
Điểm D,E,F được dựng trên cạnh BC như hình vẽ. Ta thấy α+β+γ = 60° do đó ∠CYA = 120°+β và góc của tam giác ΔXEF là α, 60°+β, 60°+γ. Ta lại có sin(60°+β) = DX/XE và AC/sin(120°+β) = AY/sin γ theo định lý sin do đó được cao h của tam giác ΔABC đưa ra bởi
h = AB sin 3β = 4AB.AC.DX sin β sin γ / (XE.AY)
  = AC sin 3γ = 4AC.AB.DX sin γ sin β / (XF.AZ).
Do đó XE.AY = XF.AZ tương đương với XE/XF = AZ/AY. Mặt khác ∠EXF = ∠ZAY do đó hai tam giác XEF và AZY là đồng dạng. Do đó các góc đáy của ΔAZY là 60°+β và 60°+γ. Xác định một cách tương tự đối với các góc đáy của hai tam giác ΔBXZ và ΔCYX từ đó dễ dàng xác định được ba góc của tam giác XYZ là 60°.

## Độ dài các cạnh và diện tích tam giác Morley
Độ dài của cạnh của tam giác Morley thứ nhất như sau:
{\displaystyle a^{'}=b^{'}=c^{'}=8R\sin(A/3)\sin(B/3)\sin(C/3),\,}
Trong đó R làm bán kính đường tròn ngoại tiếp của tam giác ABC, và A, B, và C là các góc của tam giác ABC. Do diện tích của một tam giác đều tính theo công thức {\displaystyle {\tfrac {\sqrt {3}}{4}}a^{2}} (trong đó a là độ dài cạnh tam giác), từ đó diện tích tam giác Morley là:
{\displaystyle {\text{Area}}=16{\sqrt {3}}R^{2}\sin ^{2}(A/3)\sin ^{2}(B/3)\sin ^{2}(C/3).}